# Quilles du Léon
Le jeu de quilles du Léon est un jeu de quilles pratiqué dans le Pays du Bas-Léon dans le Finistère Nord, en Bretagne. La pratique se retrouve autour des communes de Lesneven jusqu’à Saint-Renan.

Il existe deux variantes du jeu de quilles du Léon :
- Quilles du Léon droit
- Quilles du Léon avec talus

## Quilles du Léon avec talus
Les quilles du Léon sont inscrites à l'Inventaire du patrimoine culturel immatériel en France.

### Historique
L’origine de ce jeu est très ancienne puisqu’il est déjà représenté dans une peinture bretonne du XVIIe siècle. Les quilles du Léon sont un élément à part entière dans le patrimoine immatériel local, elles ont leur propre place dans toutes les fêtes locales, aux côtés des costumes ou de la gastronomie traditionnels.
Il est aujourd’hui encore massivement pratiqué lors de fêtes locales, comme celle du pardon.
Le jeu de quilles du Léon avec talus ne doit pas être confondu avec les quilles du Léon droit. La différence principale réside dans le lancement de la boule.

### Description
Le jeu de quilles du Léon se joue généralement en un contre un. Chaque joueur dispose de trois boules, soit trois essais, pour faire tomber un maximum de quilles. Après chaque lancer, les quilles sont relevées. Sur le quillier, elles sont au nombre de 9, et en bois. 
Dans ce jeu, il est interdit de lancer la boule droit sur les quilles. Elle doit obligatoirement utiliser le talus. Dans tous les cas, si l’on veut avoir une chance de faire tomber un maximum de quilles, il vaut mieux se servir du talus pour faire arriver la boule de côté, puisque par l’avant, l’écartement des quilles est fait pour que peu de quilles tombent. La boule mesure en effet 18 centimètreas de diamètre tandis que l’espacement entre les quilles est de 25 centimètres. 
Pour remporter la partie, il faut comptabiliser plus de points que son adversaire. Chaque quille renversée vaut un point, sauf si la boule n’est pas sortie du jeu. Dans ce cas, le lancer est nul. Dans le cas d’une égalité, les joueurs jouent une manche supplémentaire pour se départager.